# 크라쿠프 고고학 박물관
크라쿠프 고고학 박물관(폴란드어: Muzeum Archeologiczne w Krakowie)은 폴란드 크라쿠프에 있는 고고학 박물관이다. 1850년에 설립된 박물관으로, 폴란드에서 가장 오래된 고고학 박물관이다.